# Ворота Мазари-Шариф
Ворота Мазари-Шариф (Мазарские ворота) (узб. Mozori Sharif darvozasi) — утраченные крепостные ворота в Бухаре (Узбекистан), возведённые (перестроены на место старых) в 1572 году при узбекском правителе Абдулла-хане II, в тогдашней столице Бухарского ханства. Были установлены на восточной части бухарской крепостной стены. Являлись одними из 11-ти когда либо существовавших ворот Бухары. Разрушены, с прилегающей к ним городской стеной, при Советской власти 17 мая 1939 года как «тормозящие нормальное движение в городе».
Ворота получили своё название от находившийся не совсем далеко за ними мазара Бахауддина Накшбанда (ныне мавзолей Бахауддина Накшбанда), который и поныне считается главной бухарской святыней, пользуется широкой популярностью и привлекает множества местных и зарубежных паломников, а также туристов. По инициативе узбекского правителя эмира Насруллы (1827—1860) между ворот и мазара была проложена ныне не уцелевшая булыжная дорога.
Вблизи от ворот Мазари-Шариф находился ввод главной водной артерии Бухары — канала Шахруд (в южнее); наблюдательный пункт хальфы (заместитель раиса), который, наряду с другими государственными делами, занимался контролем водоснабжения Бухары; специальное посольское здание (построено в конце XIX века под руководством Российких инженеров И. Саковича и Маргулиса), куда также помещались почтовая станция и телеграф.